# Саветье де Кандра, Жак Лазар
Жак Лазар Саветтье де Кандра (фр. Jacques Lazare Savettier de Candras; 1768—1812) — французский военный деятель, бригадный генерал (1804 год), барон (1808 год), участник революционных и наполеоновских войн. В честь генерала названа одна из улиц в Дижоне.

## Биография
Будущий генерал родился в семье доктора Шарля Саветтье де Кандра (фр. Charles Savettier de Candras; 1739—1817) и его супруги Марии Кюло (фр. Marie Jeanne Culot; 1738—1814).
Начал военную службу 3 сентября 1792 года в 7-м батальоне волонтёров Парижа. Участвовал в кампании 1792 года под началом генерала Дюмурье в составе Северной армии. 9 мая 1793 года был произведён в младшие лейтенанты штаба в  Армии Западных Пиренеев. 27 мая 1793 года возглавил 2-й батальон морского побережья. С 1793 по 1795 годы воевал против испанцев в рядах Армии Западных Пиренеев.
19 июня 1795 года зачислен в состав 14-й временной полубригады. 12 марта 1796 года возглавил 1-й батальон в 4-й полубригаде линейной пехоты. Служил в дивизии Ожеро в Итальянской армии генерала Бонапарта. 11 ноября 1796 года был ранен пулей в правое бедро в бою у Кальдьеро.
В 1798 году зачислен в Английскую армию, затем в Голландскую и Рейнскую. 11 марта 1800 года был произведён в полковники, и возглавил всю 4-ю полубригаду. Сражался при Биберахе и Гогенлиндене.
29 августа 1803 года 4-я полубригада была включена в состав пехотной дивизии Вандама  в лагере Сент-Омер. 13 апреля 1804 года Кандра был повышен до бригадного генерала и возглавил бригаду в данной дивизии. С 29 августа 1805 года сражался в рядах 4-го армейского корпуса Великой Армии. Принял участие в Австрийской кампании 1805 года. Отличился 6 октября при захвате моста в Донаувёрте и 2 декабря в «Битве трёх императоров». 13 марта 1806 года был переведён в дивизию Сент-Илера, и возглавил 1-ю бригаду. Внёс свой вклад в победу в битвах при Йене, Эйлау и Гейлсьберге.
17 марта 1808 года получил дотацию в 10 000 франков ежегодной ренты с Вестфалии.
22 февраля 1809 года возглавил войска в Шведской Померании. 1 июля 1809 года был назначен губернатором Штральзунда. Во время восстания Шилля в 1809 году он с твёрдостью и мудростью командовал союзными войсками. 17 марта 1810 года он эвакуировал Штральзунд и передал командование графу Эссену. С 19 марта 1810 года без служебного назначения.
1 октября 1810 года в Париже женился на Жанне Руссо де Вермо (фр. Jeanne Charlotte Rousseau de Vermot, от которой имел дочь Луизу (фр. Louise Charlotte Cordélia Savettier de Candras; 1811—1847).
15 января 1812 года он возглавил 2-ю бригаду 9-й пехотной дивизии Бельяра Эльбского наблюдательного корпуса. Участвовал в Русской кампании 1812 года уже под началом генерала Мерля в составе 2-гоу армейского корпуса Великой Армии. 18 августа он командовал швейцарцами в Первой Полоцкой битве, где под ним было убито три лошади, а чудесные действия его войск заслужили похвалу генерала Гувьона Сен-Сира.
Жак погиб 28 ноября 1812 года, когда с 1500 швейцарцев героически прикрывал переправу французов через Березину против 10 000 русских, и получил смертельную пулевую рану в грудь. Император отдал должное подвигу генерала, когда передал майорат, присуждённый Жаку, его единственной дочери. Этот пример повторился лишь однажды, когда погиб генерал Дюрок, чей титул и майорат были переданы его дочери.

## Воинские звания
- Солдат (3 сентября 1792 года);
- Младший лейтенант (9 мая 1793 года);
- Командир батальона (27 мая 1793 года);
- Полковник (10 марта 1800 года);
- Бригадный генерал (13 апреля 1804 года).

## Титулы
- Барон Ля Тур де Пре и Империи (фр. baron La Tour de Pré et de l'Empire; декрет от 19 марта 1808 года, патент подтверждён 27 ноября 1808 года в Аранда-де-Дуэро)[2][3].

## Награды
Легионер ордена Почётного легиона (11 декабря 1803 года)
 Коммандан ордена Почётного легиона (14 июня 1804 года)